# 對偶性 (最佳化)
在最优化理論中的對偶（duality）或對偶性原則（duality principle）是指最佳化問題可以用兩種觀點來看待的理論，兩種觀點分別是「原始問題」（primal problem）及「對偶問題」（dual problem）。對偶問題的解提供了原始問題（假設是最小化問題）的下限，不過一般而言，原始問題和對偶問題的最佳解不相同。兩個最佳解的差距為對偶間隙。若是凸優化問題，對偶間隙也稱為是卡鲁什-库恩-塔克条件。

## 對偶問題
一般而言「對偶問題」是指「拉格朗日對偶問題」（Lagrangian dual problem），不過也有其他的對偶問題，例如Wolfe對偶問題和Fenchel對偶問題。拉格朗日對偶問題是指在最小化問題上加上拉格朗日乘数，也就是在目標函數上加上對應限制條件的非負拉格朗日乘数，再求解可將原目標函數最小的原始變數值。此解會得到以拉格朗日乘数的函數表示的原始變數，稱為是「對偶變數」（dual variables），因此，新的問題就是要衍生對偶變數的限制下（包括非負的限制條件），找到可以使目標函數最大化的對偶變數。
一般而言，給定二個對偶對的分隔局部凸空間 {\displaystyle \left(X,X^{*}\right)}及{\displaystyle \left(Y,Y^{*}\right)}，以及函數{\displaystyle f:X\to \mathbb {R} \cup \{+\infty \}}，可以定義原始問題為找到{\displaystyle {\hat {x}}}使得{\displaystyle f({\hat {x}})=\inf _{x\in X}f(x).\,}
換句話說，若{\displaystyle {\hat {x}}}存在，{\displaystyle f({\hat {x}})}是函數{\displaystyle f}的最小极值（minimum），也可以得到函數的最大下界（infimum）。
若有限制條件，可以整合到函數{\displaystyle f}中，方式是令{\displaystyle f=f+I_{\text{constraints}}}，其中{\displaystyle I_{\mathrm {constraints} }}是在{\displaystyle X}上的適當函數，在限制條件上有最小值0，可以證明{\displaystyle \inf _{x\in X}{\tilde {f}}(x)=\inf _{x\ \mathrm {constrained} }f(x)}。後者的條件很明顯，但不一定很方便可以符合示性函数（也就是說，滿足限制條件的{\displaystyle x}，{\displaystyle I_{\mathrm {constraints} }(x)=0}，在其他情形，{\displaystyle I_{\mathrm {constraints} }(x)=\infty }）。因此可以將{\displaystyle {\tilde {f}}}延伸為擾動函數{\displaystyle F:X\times Y\to \mathbb {R} \cup \{+\infty \}}使得{\displaystyle F(x,0)={\tilde {f}}(x)}。
對偶間隙就是不等式
{\displaystyle \sup _{y^{*}\in Y^{*}}-F^{*}(0,y^{*})\leq \inf _{x\in X}F(x,0),\,}
左側和右側的差。
其中{\displaystyle F^{*}}是二個變數的凸共轭，而{\displaystyle \sup }是上确界

## 線性規劃
线性规划問題是指损失函数和約束都是線性關係的最优化問題。原始問題中，目標函數是n個變數的線性組合，問題有m個約束，每一個都有上限，上限由n個變數的線性組合表示。其目的是要在滿足限制條件的情形下，最大化目標函數的值。其解是由n個值表示的向量，可以讓目標函數有最大值。
在對偶問題中，目標函數是m個值的線性組合，這些是原始問題中m個限制條件的上下限。有n個對偶限制條件，每一個的下限都是由m個對偶變數的線性組合所表示。

### 原始問題和對偶問題的關係
針對線性的最佳化問題，在原始問題中每一個符合限制條件的次佳點，都有一個方向（或方向的子空间），可以往目標函數增加的方向移動。若往這類的方向移動，稱為除去候選解和一個或多個限制之間的鬆弛量（slack）。候選解中不可行的值即為超過一個或多個限制的值。
在對偶問題中，會將對偶向量和限制條件相乘，這些限制條件會決定原始問題中限制條件的位置。在對偶問題中變動對偶向量類似在原始問題中調整上限。要找到最小的上限。也就是說，要將對偶向量最小化，以移除限制的候選位置和實際最佳解之間的鬆弛量（slack）。對偶向量中的不可行值是指哪些太低的值。這會讓候選解的一個或多個限制條件落在排除實際最佳解的位置。
在线性规划中探討對偶性的方程式中，會對上述直覺有型式化的敘述。

## 非線性規劃
非线性规划中的限制條件不一定是線性的，不過許多线性规划的原則還是適用。
為了確保可以簡單的識別非线性规划中的全域最大值，問題一般會要求函數要是凸函數，而且有緊緻的lower level sets。
由此可以看出卡鲁什-库恩-塔克条件的重要性。卡鲁什-库恩-塔克条件可以提供非線性規劃問題中識別局部最佳值的必要條件。也有一些額外的必要條件（約束規範，constraint qualifications）可以用來判斷可能有「最佳解」（是局部最佳解，但不一定是全域最佳解）的方式。

### 強拉格朗日原則：拉格朗日對偶
考慮以下形式的非線性規劃：
{\displaystyle {\begin{aligned}{\text{minimize }}&f_{0}(x)\\{\text{subject to }}&f_{i}(x)\leq 0,\ i\in \left\{1,\ldots ,m\right\}\\&h_{i}(x)=0,\ i\in \left\{1,\ldots ,p\right\}\end{aligned}}}
其定義域{\displaystyle {\mathcal {D}}\subset \mathbb {R} ^{n}}有非空的內部。其拉格朗日函數{\displaystyle \Lambda :\mathbb {R} ^{n}\times \mathbb {R} ^{m}\times \mathbb {R} ^{p}\to \mathbb {R} }定義為
{\displaystyle \Lambda (x,\lambda ,\nu )=f_{0}(x)+\sum _{i=1}^{m}\lambda _{i}f_{i}(x)+\sum _{i=1}^{p}\nu _{i}h_{i}(x).}
向量{\displaystyle \lambda }和{\displaystyle \nu }是有關此問題的「對偶變數」（dual variables）或拉格朗日乘數向量（Lagrange multiplier vectors）。拉格朗日對偶函數（Lagrange dual function）{\displaystyle g:\mathbb {R} ^{m}\times \mathbb {R} ^{p}\to \mathbb {R} }定義如下
{\displaystyle g(\lambda ,\nu )=\inf _{x\in {\mathcal {D}}}\Lambda (x,\lambda ,\nu )=\inf _{x\in {\mathcal {D}}}\left(f_{0}(x)+\sum _{i=1}^{m}\lambda _{i}f_{i}(x)+\sum _{i=1}^{p}\nu _{i}h_{i}(x)\right).}
對偶函數g是凹函數，就算初始問題不是凸也會如此，因為是仿射函數的點狀最大下界。對偶函數提供初始問題最佳值{\displaystyle p^{*}}的下界：針對任意{\displaystyle \lambda \geq 0}及任意{\displaystyle \nu }，可以得到{\displaystyle g(\lambda ,\nu )\leq p^{*}}。
若滿足約束規範（例如斯萊特條件），且原問題是凸，則可以得到強對偶{\displaystyle d^{*}=\max _{\lambda \geq 0,\nu }g(\lambda ,\nu )=\inf f_{0}=p^{*}}。

### 凸問題
針對有不等式限制的凸最小化問題
{\displaystyle {\begin{aligned}&{\underset {x}{\operatorname {minimize} }}&&f(x)\\&\operatorname {subject\;to} &&g_{i}(x)\leq 0,\quad i=1,\ldots ,m\end{aligned}}}
拉格朗日對偶問題為
{\displaystyle {\begin{aligned}&{\underset {u}{\operatorname {maximize} }}&&\inf _{x}\left(f(x)+\sum _{j=1}^{m}u_{j}g_{j}(x)\right)\\&\operatorname {subject\;to} &&u_{i}\geq 0,\quad i=1,\ldots ,m\end{aligned}}}
其中目標函數是拉格朗日對偶函數。假設函數{\displaystyle f} and {\displaystyle g_{1},\ldots ,g_{m}} 連續可微，最大下界出現在梯度等於零的位置。問題  
{\displaystyle {\begin{aligned}&{\underset {x,u}{\operatorname {maximize} }}&&f(x)+\sum _{j=1}^{m}u_{j}g_{j}(x)\\&\operatorname {subject\;to} &&\nabla f(x)+\sum _{j=1}^{m}u_{j}\,\nabla g_{j}(x)=0\\&&&u_{i}\geq 0,\quad i=1,\ldots ,m\end{aligned}}}
稱為Wolfe對偶問題。此問題用計算的方式處理可能會很困難，因為目標函數在聯合變數{\displaystyle (u,x)}上不是凹。而且，一般而言，等式的限制條件{\displaystyle \nabla f(x)+\sum _{j=1}^{m}u_{j}\,\nabla g_{j}(x)}也是非線性的，因此Wolfe對偶問題一般而言會不會是凸最佳化問題。不論如何，弱對偶會成立。

## 歷史
依照喬治·伯納德·丹齊格所述，在丹齊格提出了線性規劃問題後，约翰·冯·诺伊曼就提出了線性規劃的對偶性定理的猜想。冯·诺伊曼注意到他使用了來自其博弈论中的資訊，並且猜想兩人零和的矩陣博弈和線性規劃等效。嚴謹的證明最早是由阿尔伯特·塔克和其團隊發表（丹齊格在Nering和塔克1993年著作中的前言）

## 腳註
1. ↑  Boyd, Stephen P.; Vandenberghe, Lieven.  (pdf). Cambridge University Press. 2004: 216  [October 15, 2011]. ISBN 978-0-521-83378-3. （原始内容存档 (PDF)于2021-05-09）.
2. 1 2  Boţ, Radu Ioan; Wanka, Gert; Grad, Sorin-Mihai. . Springer. 2009. ISBN 978-3-642-02885-4.
3. ↑  Csetnek, Ernö Robert. . Logos Verlag Berlin GmbH. 2010. ISBN 978-3-8325-2503-3.
4. ↑  Zălinescu, Constantin. . River Edge, NJ: World Scientific Publishing Co., Inc. 2002: 106–113. ISBN 981-238-067-1. MR 1921556. |issue=被忽略 (帮助)
5. ↑  Geoffrion, Arthur M. . SIAM Review. 1971, 13 (1): 1–37. JSTOR 2028848. doi:10.1137/1013001.

### 書籍
- Ahuja, Ravindra K.; Magnanti, Thomas L.; Orlin, James B. . Prentice Hall. 1993. ISBN 0-13-617549-X.
- Bertsekas, Dimitri; Nedic, Angelia; Ozdaglar, Asuman. . Athena Scientific. 2003. ISBN 1-886529-45-0.
- Bertsekas, Dimitri P.  2nd. Athena Scientific. 1999. ISBN 1-886529-00-0.
- Bertsekas, Dimitri P. . Athena Scientific. 2009. ISBN 978-1-886529-31-1.
- Bonnans, J. Frédéric; Gilbert, J. Charles; Lemaréchal, Claude; Sagastizábal, Claudia A. . Universitext Second revised ed. of translation of 1997 French. Berlin: Springer-Verlag. 2006: xiv+490  [2021-05-15]. ISBN 3-540-35445-X. MR 2265882. doi:10.1007/978-3-540-35447-5. （原始内容存档于2013-07-19）.
- Cook, William J.; Cunningham, William H.; Pulleyblank, William R.; Schrijver, Alexander.  1st. John Wiley & Sons. November 12, 1997. ISBN 0-471-55894-X.
- Dantzig, George B. . Princeton, NJ: Princeton University Press. 1963.
- Hiriart-Urruty, Jean-Baptiste; Lemaréchal, Claude. . Grundlehren der Mathematischen Wissenschaften [Fundamental Principles of Mathematical Sciences] 305. Berlin: Springer-Verlag. 1993: xviii+417. ISBN 3-540-56850-6. MR 1261420.
- Hiriart-Urruty, Jean-Baptiste; Lemaréchal, Claude. . . Grundlehren der Mathematischen Wissenschaften [Fundamental Principles of Mathematical Sciences] 306. Berlin: Springer-Verlag. 1993: xviii+346. ISBN 3-540-56852-2. MR 1295240.
- Lasdon, Leon S. . Mineola, New York: Dover Publications, Inc. 2002: xiii+523 [Reprint of the 1970 Macmillan]. ISBN 978-0-486-41999-2. MR 1888251.
- Lawler, Eugene. . . Dover. 2001: 117–120. ISBN 0-486-41453-1.
- Lemaréchal, Claude. . Jünger, Michael; Naddef, Denis  (编). . Lecture Notes in Computer Science (LNCS) 2241. Berlin: Springer-Verlag. 2001: 112–156. ISBN 3-540-42877-1. MR 1900016. doi:10.1007/3-540-45586-8_4.
- Minoux, Michel. . Egon Balas (forward); Steven Vajda (trans) from the (1983 Paris: Dunod) French. Chichester: A Wiley-Interscience Publication. John Wiley & Sons, Ltd. 1986: xxviii+489. ISBN 0-471-90170-9. MR 0868279. (2008 Second ed., in French: Programmation mathématique : Théorie et algorithmes, Éditions Tec & Doc, Paris, 2008. xxx+711 pp.  )).
- Nering, Evar D.; Tucker, Albert W. . Boston, MA: Academic Press. 1993. ISBN 978-0-12-515440-6.
- Papadimitriou, Christos H.; Steiglitz, Kenneth.  Unabridged. Dover. July 1998. ISBN 0-486-40258-4.
- Ruszczyński, Andrzej. . Princeton, NJ: 普林斯頓大學出版社. 2006: xii+454. ISBN 978-0691119151. MR 2199043.

### 論文
- Everett, Hugh, III. . Operations Research. 1963, 11 (3): 399–417  [2021-05-15]. JSTOR 168028. MR 0152360. doi:10.1287/opre.11.3.399. （原始内容存档于2011-07-24）.
- Kiwiel, Krzysztof C.; Larsson, Torbjörn; Lindberg, P. O. . Mathematics of Operations Research. August 2007, 32 (3): 669–686  [2021-05-15]. MR 2348241. doi:10.1287/moor.1070.0261. （原始内容存档于2011-07-26）.
- Duality in Linear Programming （页面存档备份，存于） Gary D. Knott